# John Bluthal
John Bluthal, właściwie Isaac Bluthal (ur. 12 sierpnia 1929, zm. 15 listopada 2018) – brytyjski aktor o polsko-żydowskich korzeniach, znany przede wszystkim ze swoich ról komediowych, w szczególności w serialu Pastor na obcasach (1994-98).

## Życiorys
Urodził się na terenie dzisiejszego województwa małopolskiego, w Jezierzanach(Galicja), w rodzinie polskich Żydów jako syn Racheli (z domu Berman) i Israela Bluthala, który pracował w rodzinnym młynie pszennym. W 1938, rok przed inwazją Hitlera na Polskę, jako dziewięciolatek wyemigrował wraz z siostrą Nitą i rodzicami do Melbourne w Australii, gdzie przyjął imię John. Uczęszczał do Princes Hill Central School i University High School Parkville. 
Karierę sceniczną rozpoczął w Melbourne's Yiddish Theatre. Ukończył studia aktorskie na University of Melbourne. W 1949 wyjechał do Europy i Wielkiej Brytanii, w tym czasie występował w pantomimie. Pracował w teatrze repertuarowym w Melbourne, a także w radiu i produkcjach telewizyjnych, w tym Shell Presents (1959), Three's A Crowd (1959) i Gaslight Music Hall (1959-60).
W 1959 przeniósł się na stałe do Anglii. W 1960 zadebiutował w telewizji, występując w trzech odcinkach serialu sitcomu BBC Citizen James, którego największą gwiazdą był Sid James. W tym samym roku przyjął brytyjskie obywatelstwo. W 1963 zagrał gościnnie w programie Benny’ego Hilla. W latach 1962–63 był w stałej obsadzie serialu dla dzieci Fireball XL5, gdzie dubbingował jedną z kukiełkowych postaci komandora Zero. W kolejnych latach pojawiał się w stosunkowo niewielkich rolach w wielu innych filmach i serialach, takich jak m.in. Święty, Noc po ciężkim dniu, Help!, Szpiegu do dzieła, Za tym wielbłądem!, Casino Royale, Powrót Różowej Pantery, Superman III, Labirynt, Piąty element, Mroczne miasto czy Ave, Cezar!. W 1985 grał regularnie w słuchowisku BBC Radio 4 The Milligan Papers. 
W 1994 otrzymał swoją najbardziej znaną rolę, w serialu komediowym Pastor na obcasach. Grał tam Franka Pickle'a, sekretarza rady parafialnej w prowincjonalnej parafii anglikańskiej. Choć początkowo postać ta wydawała się skrajnie nudnym starszym panem, z czasem była wzbogacona o zaskakujące elementy, m.in. homoseksualizm, do którego bohater decyduje się przyznać swoim krajanom po ponad czterdziestu latach skrzętnego ukrywania go. Bluthal wystąpił we wszystkich odsłonach serialu, łącznie z jego najnowszym odcinkiem specjalnym dla Comic Relief, nadanym w 2013 po sześciu latach od oficjalnego zamknięcia tej produkcji. 
W 1995 wystąpił na londyńskiej scenie National Theatre w spektaklu Matka Courage i jej dzieci.
W 1956 ożenił się z Judyth Barron, która zmarła w 2016. Mieli dwie córki: Navę i Lisę.
Zmarł 15 listopada 2018 w Nowej Południowej Walii w wieku 89 lat.